# Spilocuscus kraemeri
Spilocuscus kraemeri é uma espécie de marsupial da família Phalangeridae. Endêmica da Papua-Nova Guiné.